# Альона Хамулькіна
Альона Хамулькіна (27 липня 1997) — білоруська стрибунка у воду. Учасниця Чемпіонату світу з водних видів спорту 2019 де в стрибках з метрового і триметрового трампліна посіла, відповідно, 29-те і 27-ме місця.